# Stadio comunale (Caravaggio)
Lo stadio comunale è un impianto polisportivo sito nel comune italiano di Caravaggio, in provincia di Bergamo.

## Descrizione
Principale impianto sportivo municipale per capienza e area superficiale, ospita le partite interne del Caravaggio, principale squadra di calcio del territorio, che ne è altresì la concessionaria di gestione per conto dell'amministrazione comunale (effettiva titolare della proprietà); dal 2023 accoglie altresì le partite casalinghe dell'Atalanta U23, seconda squadra della maggior società calcistica bergamasca.
Costruito nel 1977, fa parte del complesso polisportivo di via Olimpia, nella parte nordoccidentale del centro abitato; accanto ad esso sorgono il palazzetto dello sport, un bocciodromo con 5 piste coperte, 4 campi da tennis, bar-ristorante e spogliatoi.
L'arena dispone di una singola tribuna stabile, parzialmente coperta, sul lato ovest, costruita in cemento armato e che ospita al suo interno i locali tecnici; lo "spicchio" più meridionale, unitamente a una piccola gradinata metallica posata di fianco, assolve le funzioni di settore ospiti. La pista d'atletica leggera a 6 corsie che si sviluppa attorno al rettangolo erboso è usata dalle società locali Atletica Estrada e Libertas Atletica Caravaggio.
Per quanto concerne l'aspetto calcistico, lo stadio di Caravaggio ha ospitato solo competizioni dilettantistiche (mai al di sopra della Serie D) fino al 2023, anno nel quale è stato scelto dall'Atalanta come campo interno per la propria squadra under-23, all'esordio nella Serie C 2023-2024. La società bergamasca ha quindi investito circa 500 000 euro per adeguare l’impianto al professionismo, previa posa di una nuova illuminazione a led, l’allestimento di display e cartelloni pubblicitari, il potenziamento delle aree di lavoro dei giornalisti e degli operatori radiotelevisivi, la revisione dei varchi d'accesso e la messa in opera di un impianto di videosorveglianza.